# 斯氏美洲石鱥
斯氏美洲石鱥（学名：Lythrurus snelsoni）为輻鰭魚綱鯉形目雅羅魚科的其中一種，分布于北美洲美國奧克拉荷馬州及亞利桑納州，棲息在岩石底質的溪流，體長可達5.3公分。

## 扩展阅读
維基物種上的相關：斯氏美洲石鱥
1. ↑  NatureServe. . The IUCN Red List of Threatened Species. 2014, 2014: e.T12541A19032471  [17 November 2021]. doi:10.2305/IUCN.UK.2014-3.RLTS.T12541A19032471.en .